# Antonino Rocca
Antonino Rocca (Treviso, 13 de abril de 1921 - Nueva York, 15 de marzo de 1977) fue un luchador profesional italiano, naturalizado argentino. Su verdadero nombre era Antonino Biasetton. Fue muy popular debido a su actitud face, que generaba el favoritismo del público. Trabajó en los comienzos de la lucha libre en Nueva York, en la Capitol Wrestling Corporation (actual World Wrestling Entertainment). A fines de los años '30 y principio de los '40, destacó como jugador de rugby en el Club Atlético del Rosario y en el Seleccionado de la Unión de Rugby de Litoral Argentino. Falleció el 15 de marzo de 1977 en Nueva York. 
Entre sus logros destacan haber conseguido el Campeonato Internacional Peso Pesado de la WWWF y además haber conseguido el mayor reinado como campeón. Fue introducido póstumamente en el WWE Hall of Fame en 1995 por Diésel. También es famoso por haber sido el primer luchador profesional en competir.
Rocca fue un gran deportista, muy reconocido por su gran estilo, único en la lucha libre, cautivando a los espectadores y al público en general con sus deslumbrantes maniobras aéreas y acrobáticas. Fue el responsable del resurgimiento de la lucha libre en Nueva York a finales de la década de 1940, la que finalmente se convertiría en la actual World Wrestling Entertainment. Rocca se convirtió en una de las estrellas más conocidas en la época dorada de la televisión. También tuvo una exitosa carrera en equipos junto a Miguel Pérez ya que los dos atraían a grandes multitudes interesadas al Madison Square Garden.

## Carrera

### Midwest Wrestling Association (1942-1944)
Rocca comenzó su carrera como luchador profesional en 1942 y fue entrenado por Stanislaus Zbyszko. Hizo su debut el 15 de agosto de 1942 y abandonó la promoción en 1944. Fue conocido como “Centaur-Man” lo que traducido al español sería "Hombre-Centauro".

### American Wrestling Association (1944-1948)
Después de salir de Midwest Wrestling Association, Rocca tuvo una temporada en la American Wrestling Association luchando como Argentina Rocca.
Luchó en los territorios de Ohio y Montreal logrando conseguir los títulos mundiales.

### National Wrestling Alliance (1948- 1952)
En 1948, Rocca abandonó la AWA y se fue a luchar a la recién creada National Wrestling Alliance.
El 6 de agosto de 1948 consiguió el Campeonato Peso Pesado de Texas de la NWA al derrotar a Dizzy Davis, pero perdió el título ante Danny McShain el 11 de octubre. El 30 de octubre, obtuvo su segundo reinado como campeón al derrotar a McShain, pero lo volvió a perder ante Davis el 1 de enero de 1949.

### Capitol Wrestling/World Wide Wrestling Federation (1952-1976)
En 1952, Rocca trabajó para una promoción en Nueva York llamada Capitol Wrestling Corporation que más tarde pasaría a ser parte de la National Wrestling Alliance, fue tan popular que era utilizado para los eventos principales de los show por Joseph Raymond “Toots” Mondt. 
En 1957 formó un equipo con Miguel Pérez y juntos consiguieron el Campeonato Mundial en Parejas de la NWA (Capitol Versión). Durante el mismo tiempo, Rocca participó en un torneo para elegir al nuevo Campeón Internacional Peso Pesado de la CWC donde derrotó a Buddy Rogers en la final.
En 1963, la Capitol Wrestling Corporation se desliga de la NWA y cambia su nombre a World Wide Wrestling Federation. En el mismo año, se crea un torneo para elegir al primer Campeón Mundial Peso Pesado de la WWWF donde en la final Buddy Rogers derrotó a Rocca en Río de Janeiro, Brasil, pero este torneo es ficticio.  
Luego, Rocca se va de la WWWF y el Campeonato Internacional Peso Pesado es abandonado. 
A mediados de la década de 1970, se asoció con Vince McMahon Jr. para trabajar en la mesa de comentarios en los programas semanales.

### Apariciones en Japón (a finales de la década de 1960 y comienzos de 1970)
Rocca participó como luchador y árbitro durante estos años. Arbitró una serie de peleas de la Japan ProWrestling Association que más tarde Antonio Inoki transformaría en la New Japan Pro Wrestling en 1972. También hizo de árbitro en el primer evento de la NJPW, donde Karl Gotch derrotó a Antonio Inoki.

### World Wrestling Council (1973-1976)
No hay mucha información sobre Rocca en los siguientes diez años, pero se sabe que en 1973 viajó junto con Miguel Pérez a Puerto Rico para trabajar en la World Wrestling Council. En 1976 consiguieron el Campeonato Norteamericano en Parejas de la WWC al derrotar a Los Infernos. El 16 de octubre de 1976 perdieron los títulos ante Higo Hamaguchi y Gordon Nelson.

### Gorilla Monsoon vs. André The Giant
El 25 de febrero de 1977, Rocca arbitró una pelea de boxeo entre Gorilla Monsoon y Andre The Giant, en el Famoso Madison Square Garden.

## Campeonatos y logros
- American Wrestling Association (Montreal)
  - AWA World Heavyweight Championship (Montreal versión) (1 vez)
- American Wrestling Association (Ohio)
  - AWA World Heavyweight Championship (Ohio versión) (1 vez)
- Stampede Wrestling
  - Stampede Wrestling Hall of Fame
- NWA Capitol Wrestling Corporation
  - NWA World Tag Team Championship (Capitol versión) (1 vez) — con Miguel Pérez
  - NWA United States Tag Team Championship (Northeast versión) (1 vez) — con Miguel Pérez
- Southwest Sports, Inc.
  - NWA Texas Heavyweight Championship (2 veces)
- World Wrestling Council
  - WWC North American Tag Team Championship (1 vez) — con Miguel Pérez
- World Wide Wrestling Federation / World Wrestling Federation
  - WWF Hall of Fame (1995)
  - CWC/WWWF International Heavyweight Championship (1 vez)
- Professional Wrestling Hall of Fame and Museum
  - Clase 2003
- Wrestling Observer Newsletter awards
  - Wrestling Observer Newsletter Hall of Fame (1996)

## Cine
En 1976 participó con un pequeño papel como actor (en el rol de director de funeraria) en el film clásico de terror Alice, Sweet Alice, con el nombre artístico de Angelino Rocca.

## Fallecimiento
Rocca falleció el 15 de marzo de 1977 como consecuencia de unas complicaciones producidas por una infección urinaria. Tenía 55 años.